# توماس تالبوت (سياسي كندي)
توماس تالبوت هو سياسي كندي، ولد في 19 يوليو 1771، وتوفي في 5 فبراير 1853 في لندن في كندا.